# Ulee Matang
Ulee Matang is een bestuurslaag in het regentschap Aceh Utara van de provincie Atjeh, Indonesië. Ulee Matang telt 1043 inwoners (volkstelling 2010).